# Eppstein
Eppstein là một thị trấn thuộc Main-Taunus (huyện), ở Hessen, Đức.

## Địa lý
Eppstein nằm về phía tây của Frankfurt am Main, khoảng 12 km về phía đông bắc của thủ đô bang Wiesbaden, và nằm ngoài bìa dãy núi Taunus.

### Ranh giới
Về phía bắc, Eppstein có ranh giới với thị trấn Idstein (Rheingau-Taunus (huyện)) và xã Glashütten (Hochtaunuskreis). Về phía đông là thị trấn Kelkheim, về phía nam thị trấn Hofheim, và nằm phía tây của thành phố Wiesbaden và xã Niedernhausen.

### Địa phận
Eppstein bao gồm 5 địa phận: Bremthal, Ehlhalten, Eppstein, Niederjosbach và Vockenhausen.

#### Bremthal

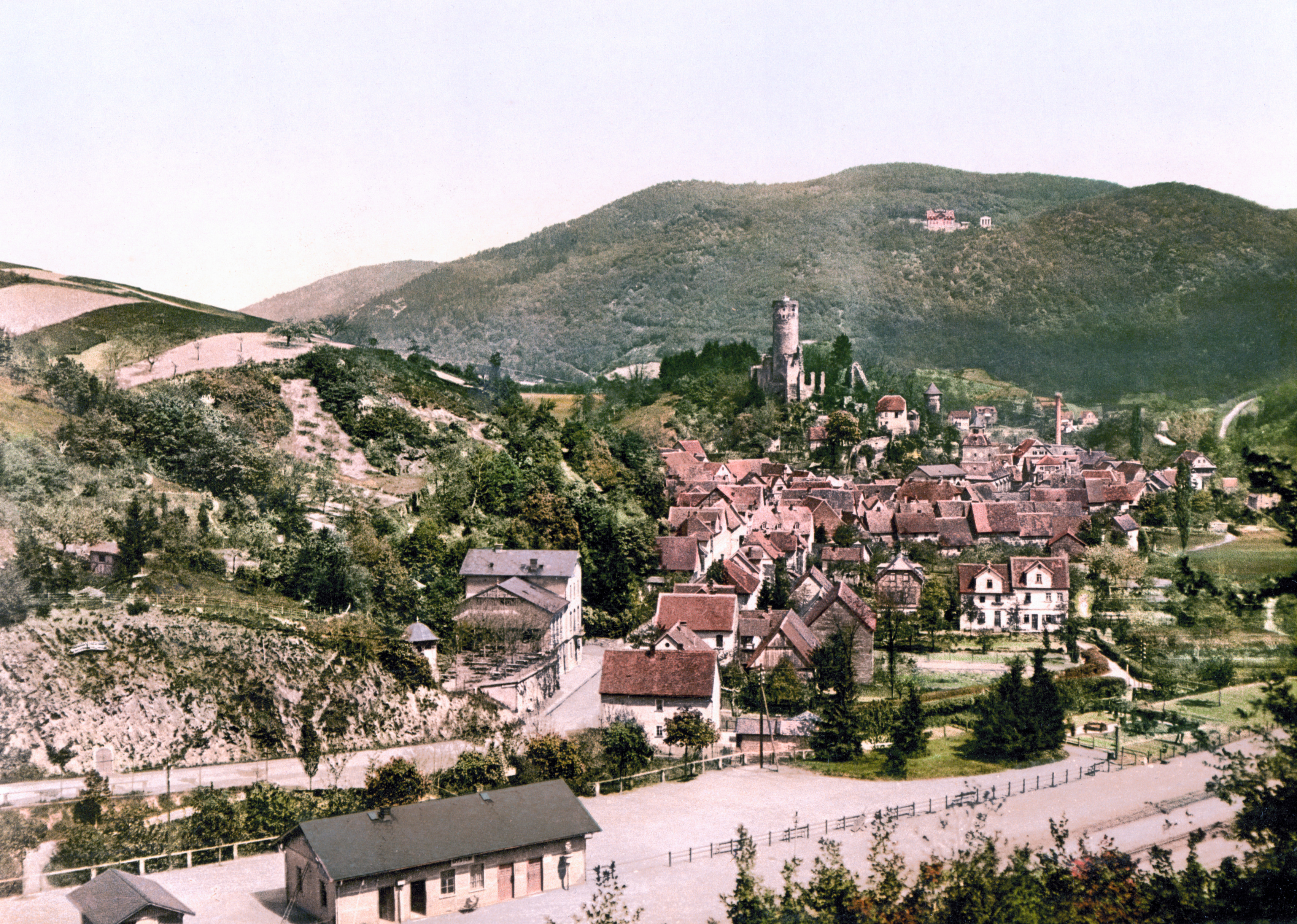
Eppstein và di tích của lâu đài Eppstein, giữa 1890 và 1905

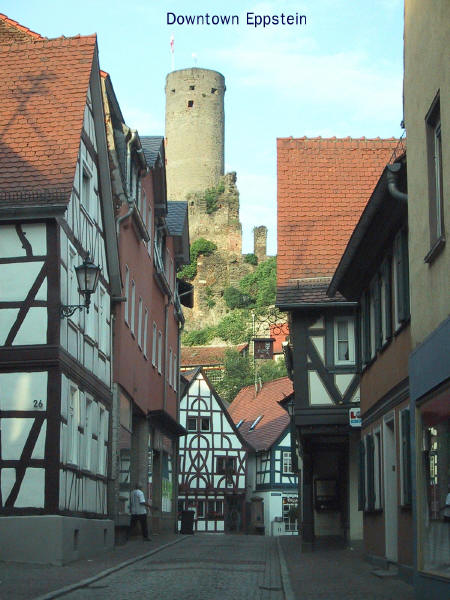
Eppstein và Wernerplatz, ở trung tâm của phố cũ.

Bremthal có trạm xe lửa ở tuyến S2. Với khoảng 5000 dân, Bremthal là địa phận đông dân nhất của Eppstein, và cũng là trung tâm kinh tế và văn hóa. Bremthal được gia đình quý tộc Eppstein thành lập trong thế kỷ X/XI nơi thung lũng quá chật hẹp để cầy cấy. Nhà thờ của Bremthal, St. Margareta, được xây 1889.

#### Niederjosbach
Niederjosbach cũng có trạm xe lửa ở tuyến S2 và nằm trong hệ thống xe bus Wiesbaden. Đường cao tốc chỉ cách vài phút. Nó có một chỗ cắm trại lớn nằm trên dốc núi có ánh sáng mặt trời.

#### Vockenhausen
Vockenhausen có văn phòng thị trưởng. Nó có khoảng 4500. Công việc hành chính phân chia giữa 2 thị sảnh ở Vockenhausen và Eppstein. Địa phận này được thành lập vào khoảng 1100 bởi gia đình Eppstein và thuộc về họ cho tới khi dòng dõi này tuyệt chủng vào năm 1535. Về lịch sử, vùng này là khu vực sản xuất. Một số nhà máy xay (xay ngũ côc, nhuộm màu, thuộc da và khai thác sắt) sử dụng dòng suối chạy ngang qua thị trấn.

#### Ehlhalten
Ehlhalten là địa phận ít dân cư nhất với khoảng 1350 người, nhưng lại có diện tích rộng nhất vì phần lớn là rừng. Năm 2004 Ehlhalten thi đua trong chương trình"Dolles Dorf"trên đài hr, đã được giải 3 về các làng khác biệt ở Hessen.

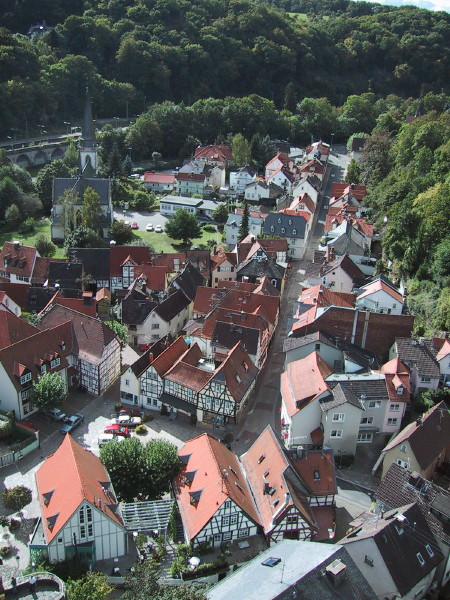
Các tòa nhà có tường bằng khung gỗ ở Eppstein, nhìn từ tháp lâu đài

### Giao thông
Trạm Eppstein station nằm trên tuyến đường Tuyến đường sắt Main-Lahn và được phục vụ bởi tuyến S 2 của Rhine-Main S-Bahn, chạy giữa Niedernhausen và Dietzenbach đi ngang qua Frankfurt và thành phố cách 3 km từ đường cao tốc A3. Đường liên bang 455 chạy ngang qua thành phố.

## Thành phố thân hữu
Eppstein có 4 thành phố thân hữu:
- Aizkraukle, Latvia từ 1998
- Kenilworth, Anh từ 1994
- Langeais, Pháp từ 1986
- Schwarza, Thuringia, Đức

## Công trình kiến trúc

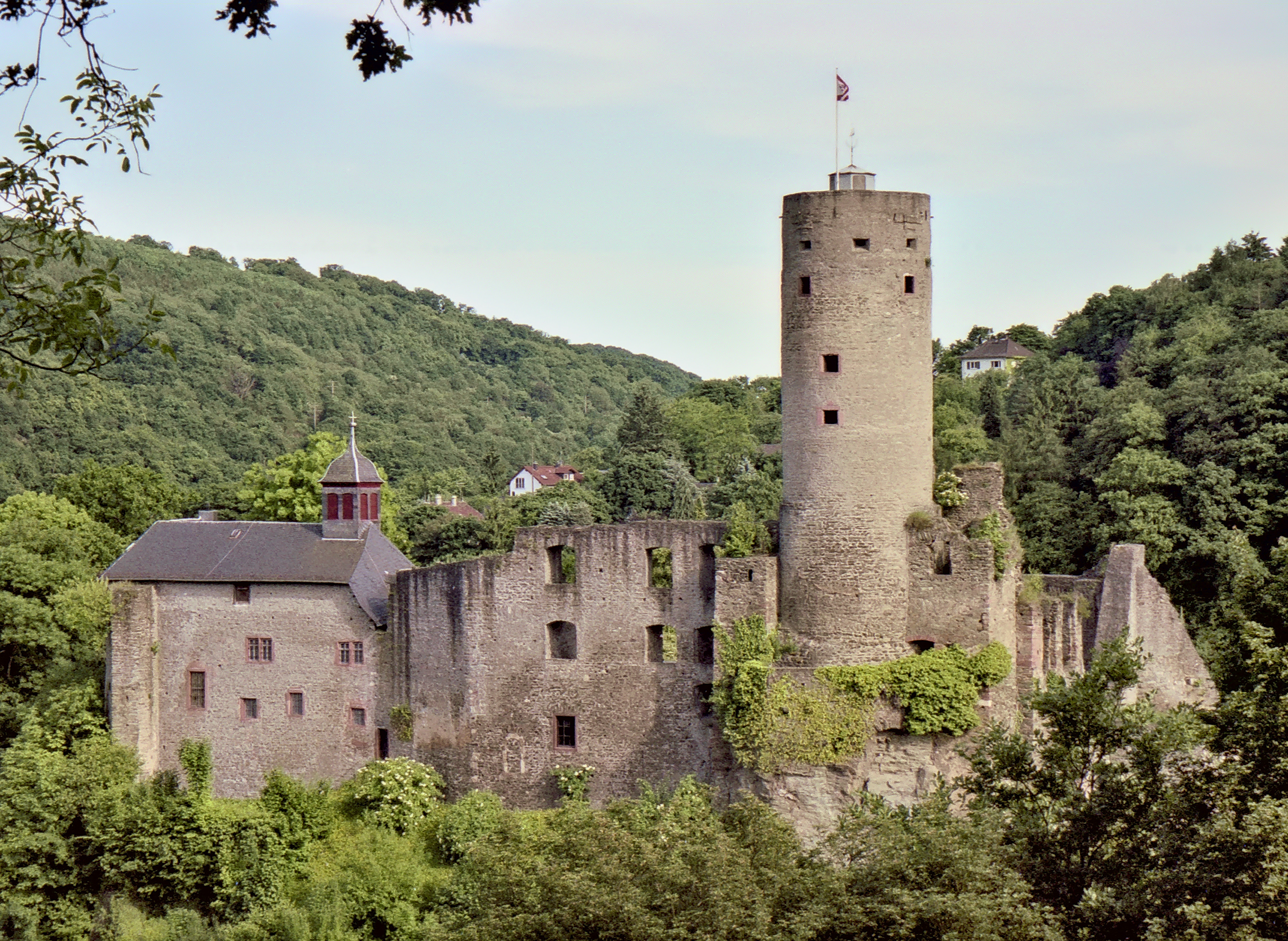
Di tích của lâu đài Eppstein

Di tích của lâu đài Eppstein castle (ghi chép lần đầu tiên 1122--"Ebbensten") tạo nên tính cách của phố cổ Eppstein.